# Za krótki sen
Za krótki sen – drugi singel Darii Zawiałow i Dawida Podsiadło wydany w kwietniu 2021 zapowiadający trzeci album Wojny i noce.

## Sukces komercyjny
Piosenka dotarła do 7. miejsca na liście AirPlay, najczęściej odtwarzanych utworów w polskich stacjach radiowych.

## Twórcy
- słowa: Daria Zawiałow
- muzyka: Daria Zawiałow, Michał Kush
- produkcja, miks i mastering: Michał Kush, Marcin Gajko
- gitary: Piotrek "Rubens" Rubik

## Notowania

### Pozycje na listach airplay
| Autor                           | Notowanie         | Najwyższa pozycja |
| ------------------------------- | ----------------- | ----------------- |
| Związek Producentów Audio-Video | AirPlay – Top     | 7                 |
| Związek Producentów Audio-Video | AirPlay – Nowości | 1                 |

### Listy przebojów
| Autor          | Notowanie (2021)            | Najwyższa pozycja |
| -------------- | --------------------------- | ----------------- |
| RMF FM         | POPlista                    | 1                 |
| Radio ZET      | Lista przebojów Radia ZET   | 6                 |
| Radio Wawa     | Lista Przebojów Top 13      | 1                 |
| Radio Poznań   | Lista przebojów             | 5                 |
| Radio Szczecin | Szczecińska lista przebojów | 1                 |
| RMF Maxxx      | Hop Bęc                     | 9                 |

## Certyfikaty
| Państwo       | Status             | Sprzedaż |
| ------------- | ------------------ | -------- |
| Polska (ZPAV) | 3× platynowa płyta | 150 000+ |

## Wyróżnienia
| Rok  | Konkurs                  | Kategoria    | Rezultat   |
| ---- | ------------------------ | ------------ | ---------- |
| 2021 | Przebój roku RMF FM 2021 | Przebój roku | 7. miejsce |